# Syzeuctus lineaticeps
Syzeuctus lineaticeps är en stekelart som först beskrevs av Cameron 1906.  Syzeuctus lineaticeps ingår i släktet Syzeuctus och familjen brokparasitsteklar. Inga underarter finns listade i Catalogue of Life.